# Чекман Михайло Костянтинович
Михайло Костянтинович Чекман (16 серпня 1946, с. Чаньків Дунаєвецького району Хмельницької області, УРСР — 21 липня 2002) — Хмельницький міський голова (1990–2002); заслужений працівник соціальної сфери України.

## Життєпис
Михайло Костянтинович Чекман народився 16 серпня 1946 року в селі Чаньків Дунаєвецького району Хмельницької області. Його батько, Костянтин Семенович — учасник німецько-радянської війни, був трактористом, мати, Ганна Михайлівна, працювала у споживчій кооперації.
У 1964—1967 роки — навчався у Кам'янець-Подільському індустріальному технікумі.
1967–1969 роки — начальник електроцеху, головний енергетик Токмацького гранітного кар'єру Запорізької області.
У період 1969—1981 років М. К. Чекман — слюсар, старший технік, інженер, старший інженер, заступник начальника цеху № 5 заводу «Катіон» (м. Хмельницький).
у 1973 році він заочно закінчив Львівський політехнічний інститут.
Від 1981 до 1985 року Михайло Костянтинович Чекман — заступник голови Хмельницького міськвиконкому.
У 1985—1990 роки — голова Хмельницького міського комітету народного контролю.
У 1990 році Михайло Костянтинович Чекман був обраний головою Хмельницької міської ради народних депутатів. Від 1998 року — Хмельницький міський голова.
21 липня 2002 року М. К. Чекман трагічно загинув в автокатастрофі.

## Нагороди та звання
- орден «За заслуги» III ступеня
- орден Святого рівноапостольного князя Володимира Великого II ступеня
- ювілейний орден «Різдво Христове 2000» II ступеня
- Заслужений працівник соціальної сфери України
- срібна медаль «10 років Незалежності України» II ступеня
- Почесна грамота Кабінету Міністрів України

## Вшанування пам'яті
Рішенням позачергової 4-ї сесії Хмельницької міської ради від 22 липня 2002 року Чекману Михайлу Костянтиновичу посмертно присвоєно звання «Почесного громадянина міста Хмельницького».
У мікрорайоні Лезневе школу № 13 названо іменем Михайла Чекмана.
На будинку № 9 по вулиці Хотовицького, де мешкав Михайло Чекман, встановлено меморіальну дошку.
Центральний міський парк культури та відпочинку імені 500-річчя міста Хмельницького перейменовано на «Парк культури і відпочинку імені Михайла Чекмана».